# PacoBlaze
PacoBlazeは、ザイリンクスのPicoBlazeソフトプロセッサコアの、Verilogによる統合可能な実装であり、BSDライセンスの下で入手することが出来る。このデザインは、3種類のPicoBlazeの構成を、1つの修正可能なファイルセットで実現している。
このコアはパブロ・ブレイヤーによって書かれ、保守されている。彼はまた、PicoBlaze/PacoBlazeのアセンブラ、KCAsmをJava言語で実装している。
プロセッサの性能は、オリジナルのPicoBlazeと同等であるが、実装に依存する。このコアはビヘイビア合成であるため、現在のFPGAコアのサイズは30～50%大きい。しかし、コアの未使用部分は、使用するデジタルブロックの数を削減することが可能で、性能向上にもつながる。